# 関東の有価証券報告書提出会社一覧
関東の有価証券報告書提出会社一覧（かんとうのゆうかしょうけんほうこくしょていしゅつがいしゃいちらん）は、関東財務局に有価証券報告書を提出している企業の一覧である。
上場している企業については記述しない。Eではじまるコードは、EDINETコードである。

## 茨城県
- 常陽銀行 - E03551
- 関東鉄道 - E04135
- 武井工業所 - E01215
- 水戸カンツリー倶楽部 - E04631
- プラス・テク - E00831
- 筑波ゴルフコース - E04636
- 大利根カントリー倶楽部 - E04613
- 笠間ゴルフクラブ - E04684
- イーグルポイントゴルフクラブ - E04738

## 群馬県
- 伊香保カントリー倶楽部 - E04628
- 協和 - E01399
- 群馬建設会館 - E03918
- 山田製作所 - E02244

## 埼玉県
- 旭産業 - E01566
- むさし証券 - E03761
- 三井精機工業 - E01618
- 埼玉りそな銀行 - E03625
- 太陽毛絲紡績 - E00555
- 太平化学製品 - E00844
- 飯能ゴルフ倶楽部 - E04630
- 旭産業 - E01566
- 東松山カントリークラブ - E04687
- 東洋クオリティワン - E01099
- 日高カントリー倶楽部 - E04641
- 武蔵カントリー倶楽部 - E04626

## 千葉県
- 日産フィナンシャルサービス - E03736
- 千葉県建設業センター - E03930
- 鷹之台ゴルフ - E03926
- 藤ケ谷カントリー倶楽部 - E04696
- 千葉カントリー倶楽部 - E04633
- 房総カントリークラブ - E04681
- 成田国際空港 - E04367

## 東京都
- アジア開発キャピタル - E04298
- AvanStrate - E24858
- NTT・TCリース - E36346
- オリジン東秀 - E03302
- オリックス銀行 - E36338
- 共栄火災海上保険 - E03850
- 国際協力銀行 - E26837
- 財形住宅金融 - E03711
- 首都圏新都市鉄道 - E04151
- 首都高速道路 - E04373
- 商工組合中央金庫 - E21951
- 昭和リース - E31658
- 信金中央金庫 - E03729
- 新橋演舞場 - E04601
- 全宅住宅ローン - E03738
- ソニーフィナンシャルグループ - E05714
- 高滝リンクス倶楽部 - E04706
- トーア再保険 - E03842
- 東京建設会館 - E03868
- 東京青果 - E02597
- 東京電力リニューアブルパワー - E36432
- 東京湾横断道路 - E04352
- 日教販 - E02537
- 日鉄興和不動産 - E11467
- 日本アルコール販売 - 02674
- 日本貨物鉄道 - E08587
- 日本経済新聞社 - E00738
- 日本自動車ターミナル - E04343
- 日本酒類販売 - E02814
- 日本政策金融公庫 - E23582
- 日本政策投資銀行 - E11701
- ニュー・オータニ - E04564
- 農協観光 - E04355
- 東日本建設業保証 - E03838
- 東日本高速道路 - E04370
- ファミリーマート - E03125
- ホテルオークラ - E04547
- ホンダファイナンス - E03730
- マネックスファイナンス - E33658
- 三国商事 - E02565
- 明治座 - E04608
- 森ビル - E04673
- ヤナセ - E02586
- 楽天カード - E35230
- リージョナルプラスウイングス - E37829
- リーディング証券 - E23973
- YKK - E02368

## 神奈川県
- オーケー - E03362
- ミツトヨ - E02300
- 花月園観光 - E04607
- 横浜スタジアム - E04682
- 横浜高速鉄道 - E04152
- 江ノ島電鉄 - E04100
- 神奈川銀行 - E03672
- 相模原ゴルフクラブ - E04634
- 日電工業 - E01918
- 鈴江コーポレーション - E04302

## 新潟県
- 新潟運輸 - E04192
- コープビル - E04580
- 越後交通 - E04112
- 新潟ケンベイ - E02598
- 紫雲ゴルフ倶楽部 - E04721

## 山梨県
- モンデ酒造 - E00405
- メイプルポイントゴルフクラブ - E04748

## 長野県
- 信越放送 - E04384
- 長野電鉄 - E04099